# Phlomis isiliae
Phlomis isiliae là một loài thực vật có hoa trong họ Hoa môi. Loài này được Yild. mô tả khoa học đầu tiên năm 2006.